# فيكتور نورينبيرغ
فيكتور (فيك) نورينبيرغ (بالفرنسية: Victor Nurenberg)‏ (22 نوفمبر 1930 - 22 أبريل 2010)، لاعب كرة قدم لوكسمبورغي معتزل كان يجيد اللعب في مركز المهاجم.

## المسيرة الرياضية مع الأندية
بدأ نورينبيرغ مسيرته الرياضية في نادي بروغريس نيديركورن المحلي سنة 1946 عندما كان يبلغ من العمر 16 سنة . بعد 5 سنوات قرر الاحتراف خارج لوكسمبورغ حيث أمضى في أندية فرنسا نيس، سوشو، ليون، وباستيا 13 سنة . مع نادي نيس حقق 5 بطولات هي بطولة دوري الدرجة الأولى 3 مرات مواسم 1951-1952 ، 1955-1956 ، و 1958-1959 وبطولة كأس فرنسا مرتين موسمي 1951-1952 و 1953-1954 . وفي سنة 1964 عاد إلى لوكسمبورغ وانضم إلى نادي سبورا لوكسمبورغ وساهم في فوزه ببطولة كأس لوكسمبورغ مرتين موسمي 1964-1965 و 1965-1966 . بعد موسمين انتقل إلى نادي مانتيس لا جولي وبعدها قرر اعتزال لعب كرة القدم نهائيا سنة 1967 .

## المسيرة الرياضية مع المنتخبات
شارك نورينبيرغ في أول مباراة رسمية مع منتخب لوكسمبورغ أمام منتخب بلجيكا الرديف في سنة 1951 وفي المحصلة فقد شارك في 16 مباراة من بينها 5 مباريات دولية وهي 3 مباريات في تصفيات كأس العالم ومباراتين في مسابقة كرة القدم بدورة الألعاب الأولمبية الصيفية 1952 التي أقيمت في العاصمة الفنلندية هلسنكي . آخر مباراة شارك فيها كانت أمام منتخب يوغوسلافيا في سبتمبر 1964 .

## الحياة الشخصية
بعد الاعتزال عمل نورينبيرغ في ملهى ليلي في مدينة نيس ثم استطاع أن يفتتح بار خاص به . تزوج من باوليتي بييري وهما يعيشان معا منذ أكثر من 50 سنة في أحد ضواحي مدينة نيس .

## روابط خارجية
- فيكتور نورينبيرغ على موقع الاتحاد الدولي (مؤرشف)  (الإنجليزية)
- فيكتور نورينبيرغ على موقع قاعدة بيانات كرة القدم.إي يو (الإنجليزية)
- فيكتور نورينبيرغ على موقع ناشيونال فوتبول تيمز (الإنجليزية)
- فيكتور نورينبيرغ على موقع عالم كرة القدم.نت (الإنجليزية)
- فيكتور نورينبيرغ على موقع أوليمبيديا (الإنجليزية)